# نيك ووكر (لاعب سنوكر)
نيك ووكر (بالإنجليزية: Nick Walker)‏ هو لاعب سنوكر بريطاني، ولد في 4 أغسطس 1973 في تشستر في المملكة المتحدة.